# 南站街道 (张家口市)
南站街道，是中华人民共和国河北省张家口桥东区下辖的一个街道。实际上由张家口经济开发区管辖。

## 行政区划
南站街道下辖以下地区：
新车站社区、开发区社区、朝阳社区、富强路社区和世纪路社区。